# Estudios de ciencias
Los estudios de ciencias son un área de investigación interdisciplinaria que busca situar la experiencia científica en contextos sociales, históricos y filosóficos amplios. Utiliza varios métodos para analizar la producción, representación y recepción del conocimiento científico y su papel epistémico y semiótico. 
De manera similar a los estudios culturales, los estudios de ciencias se definen por el tema de su investigación y abarcan una amplia gama de  perspectivas y prácticas teóricas y metodológicas. El enfoque interdisciplinario puede incluir y tomar prestados métodos de las ciencias humanas, naturales y formales, desde la cienciometría hasta la etnometodología o la ciencia cognitiva. Los estudios de ciencias tienen cierta importancia para la evaluación y la política científica. Traslapados con el campo de la ciencia, tecnología y sociedad (CTS), los profesionales estudian la relación entre la ciencia y tecnología, así como la interacción del conocimiento experto y lego en el ámbito público. 

## Alcance
El campo comenzó con una tendencia a mirar el ombligo: era necesario generar consciencia sobre sí mismo en su génesis y aplicaciones. Desde las primeras preocupaciones con el discurso científico, los profesionales pronto comenzaron a tratar la relación de la práctica científica con la política y los no expertos.  Ejemplos  incluyen la bioética, encefalopatía espongiforme bovina (EEB), contaminación, calentamiento global, biomedicina, ciencias físicas, predicciones de peligros naturales, el (supuesto) impacto del desastre de Chernobyl en el Reino Unido, generación y revisión de política científica y gobernanza de riesgos y sus contextos históricos y geográficos.  Mientras se mantiene una disciplina con múltiples metanarrativas, la preocupación fundamental es sobre el papel del experto percibido en proporcionar a los gobiernos y las autoridades locales información para la  toma de decisiones.  
El enfoque plantea varias preguntas importantes sobre lo que hace a un experto y cómo los expertos y su autoridad deben distinguirse de la población lega e interactuar con los valores y el proceso de formulación de políticas en las sociedades democráticas liberales.
Los practicantes examinan las fuerzas dentro y a través de las cuales los científicos investigan fenómenos específicos como 
- medios tecnológicos, instrumentos y culturas epistémicas y vida de laboratorio (compárese Karin Knorr-Cetina, Bruno Latour, Hans-Jörg Rheinberger).
- ciencia y tecnología (p. ej. Wiebe Bijker, Trevor Pinch, Thomas P. Hughes).
- ciencia, tecnología y sociedad (p. ej. Peter Weingart, Ulrike Felt, Helga Nowotny y Reiner Grundmann).
- lenguaje y retórica de la ciencia (p. ej. Charles Bazerman, Alan G. Gross, Greg Myers).
- estética de la ciencia y cultura visual en ciencia (p. ej. Peter Geimer), el papel de los criterios estéticos en la práctica científica (comparar la belleza matemática) y la relación entre emoción, cognición y racionalidad en el desarrollo de la ciencia.[4]
- Estudios semióticos de procesos creativos, como en el descubrimiento, conceptualización y realización de nuevas ideas,[5] o la interacción y gestión de diferentes formas de conocimiento en la investigación cooperativa.[6]
- Investigación a gran escala e instituciones de investigación, por ejemplo, colisionadores de partículas (Sharon Traweek).[7]
- ética de la investigación, política científica y el papel de la universidad.[8][9]

## Historia del campo
Maria Ossowska y Stanislaw Ossowski comenzaron a introducir el concepto en la década de 1930. La Estructura de las revoluciones científicas de Thomas Kuhn (1962) generó un mayor interés no solo en la historia de la ciencia, sino también en sus fundamentos filosóficos. El trabajo de Kuhn estableció que la historia de la ciencia era menos una sucesión lineal de descubrimientos, sino más bien el concepto de paradigmas para la filosofía de la ciencia. Los paradigmas son construcciones sociointelectuales más amplias que determinan qué tipos de afirmaciones de verdad son permisibles. Los estudios de ciencias intentan identificar dicotomías cruciales como en ciencia y tecnología; naturaleza y cultura; teorías y experimentos; ciencia y arte; todas ellas conducen a la separación de varios campos y prácticas. 
La sociología del conocimiento científico se desarrolló en la Universidad de Edimburgo, donde David Bloor y sus colegas desarrollaron lo que se ha denominado el "programa fuerte". Este programa propuso que tanto las teorías científicas "verdaderas" como las "falsas" deberían tratarse de la misma manera. Ambos son causadas por factores o condiciones sociales, como el contexto cultural y el interés propio. Todo conocimiento humano, como algo que existe en la cognición humana, debe contener algunos componentes sociales en su proceso de formación.
Sin embargo, resultó difícil abordar temas de ciencias naturales con métodos sociólogos, como lo demuestran las guerras científicas de los Estados Unidos. El uso de un enfoque deconstructivo (como para las obras de arte o religión) en las ciencias naturales se arriesgó a poner en peligro no solo los "hechos concretos" de las ciencias naturales, sino también la objetividad y la tradición positivista de la sociología misma. La opinión sobre la producción de conocimiento científico como una construcción social (al menos parcial) no fue fácilmente aceptada.
Latour y otros identificaron una dicotomía crucial para la modernidad, la división entre la naturaleza (cosas, objetos) como trascendente, y la sociedad (el sujeto, el Estado) tan inmanente como artificial, construida. La dicotomía permitió una producción en masa de cosas (híbridos técnico-naturales) y problemas globales a gran escala que, mientras tanto, amenazan con poner en peligro la distinción como tal. Su obra Nunca fuimos modernos pide volver a conectar los mundos sociales y naturales volviendo al uso premoderno de "cosa", abordando los objetos como híbridos hechos y analizados por la interacción entre personas, cosas y conceptos.
Los estudiosos de la ciencia como Trevor Pinch y Steve Woolgar comenzaron ya en la década de 1980 a involucrar "tecnología", y llamaron a su campo "ciencia, tecnología y sociedad". Este "giro a la tecnología" llevó los estudios de ciencias a la comunicación con académicos en programas de ciencia, tecnología y sociedad. 
Más recientemente, un enfoque novedoso conocido como mapeo de controversias ha ido ganando impulso entre los profesionales de los estudios de ciencias, y se introdujo como un curso para estudiantes de ingeniería,  y escuelas de arquitectura. En 2002, Harry Collins y Robert Evans solicitaron una tercera ola de estudios de ciencias (un juego de palabras con La Tercera Ola), a saber, estudios de pericia y experiencia que respondan a las tendencias recientes para disolver la frontera entre los expertos y el público.

## Aplicación en riesgos naturales y provocados por el hombre

### La cría de ovejas después de Chernobyl

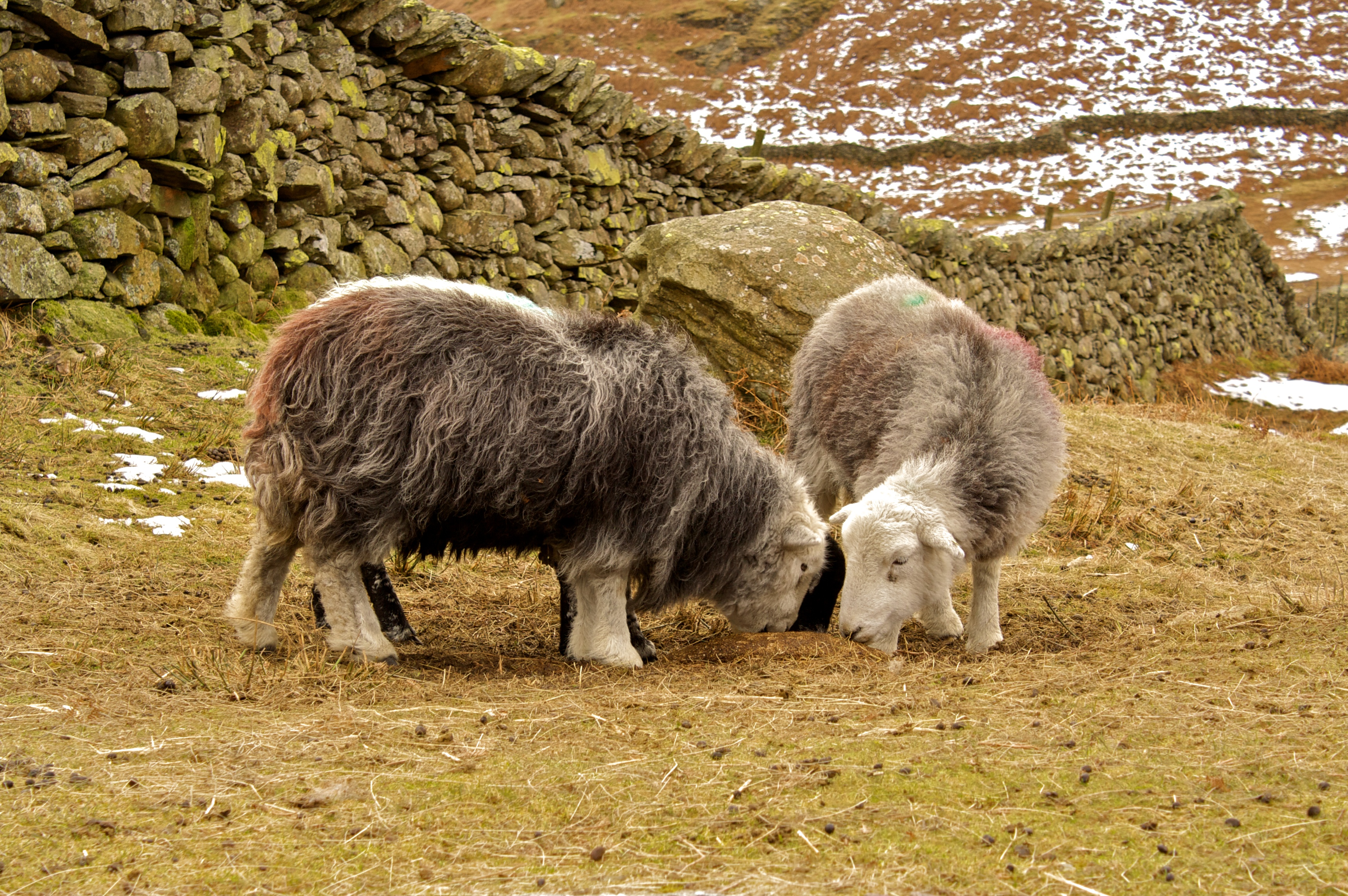
Ovejas Herdwick pastando en Cumbria

Una muestra de los problemas bastante complejos de la información científica y su interacción con los legos es el estudio de Brian Wynne sobre la cría de ovejas en Cumbria después del desastre de Chernobyl . Explicó las respuestas de los criadores de ovejas en Cumbria, que habían sido sometidos a restricciones administrativas debido a la contaminación radiactiva, supuestamente causada por el accidente nuclear en Chernobyl en 1986. Los ganaderos de ovejas sufrieron pérdidas económicas y su resistencia contra la regulación impuesta se consideraba irracional y no adecuada. Resultó que la fuente de radiactividad era en realidad el complejo de reprocesamiento nuclear de Sellafield; por lo tanto, los expertos responsables de la duración de las restricciones estaban completamente equivocados. El ejemplo condujo a varios intentos de involucrar mejor el conocimiento local y la experiencia lega, valorando el valor de la experiencia local.

### Estudios de ciencias / CTS en vulcanología

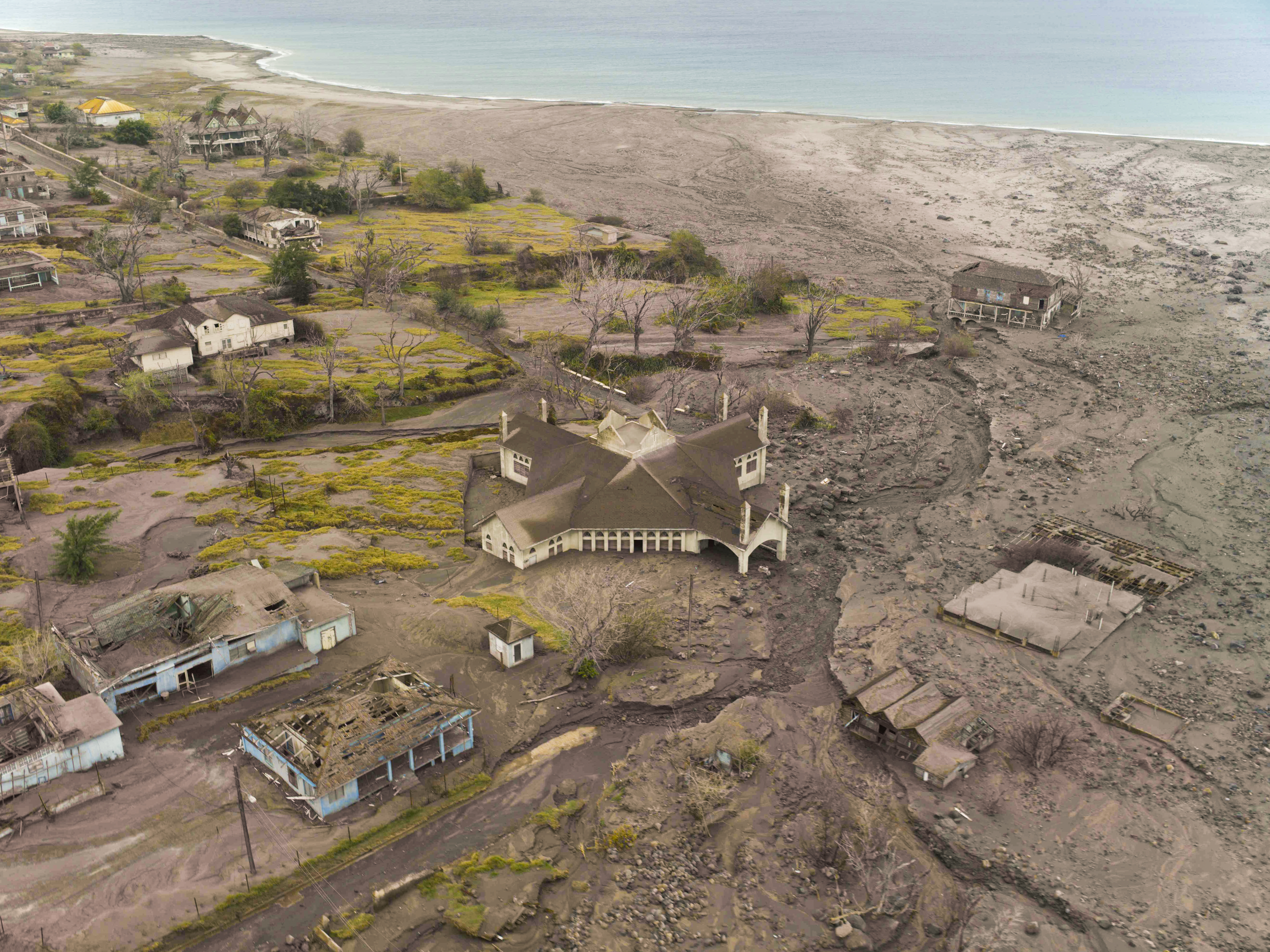
Las secuelas de la erupción de Soufrière Hills de 2007 en Montserrat

Donovan y otros (2012) utilizaron y describieron los estudios de ciencias para estudios sociales de vulcanología, generación de conocimiento y asesoramiento de expertos en volcanes activos. En una encuesta de vulcanólogos realizada durante 2008 y 2009 y entrevistas con científicos en el Reino Unido, Montserrat, Italia e Islandia durante las temporadas de trabajo de campo, preguntaron a los expertos sobre el sentido de la vulcanología y cuáles consideraron las erupciones más importantes en el tiempo histórico. La encuesta intenta identificar erupciones que influyeron en la vulcanología como ciencia y evaluar el papel de los científicos en la formulación de políticas.  
Un foco principal estaba en el impacto de la erupción de Montserrat en 1997. La erupción, un ejemplo clásico de la teoría del cisne negro mató directamente a 19 personas. Sin embargo, el brote tuvo un gran impacto en la sociedad local y destruyó importantes infraestructuras, como el aeropuerto de la isla. Alrededor de 7,000 personas, o dos tercios de la población, abandonaron Montserrat; 4.000 al Reino Unido.
El caso de Montserrat ejerció una gran presión sobre los vulcanólogos, ya que su experiencia de repente se convirtió en el principal impulsor de varios enfoques de políticas públicas. El enfoque CTS proporcionó información valiosa en esa situación. Hubo varios errores de comunicación entre los científicos. La incertidumbre científica coincidente (típica de los disturbios volcánicos) y la solicitud de una voz unificada para el asesoramiento político fue un desafío. Los vulcanólogos de Montserrat comenzaron a utilizar modelos de obtención estadística para estimar las probabilidades de eventos particulares, un método bastante subjetivo pero que permite sintetizar el consenso y la experiencia basada en la experticia, el conocimiento y experiencia local.  
La vulcanología como ciencia actualmente enfrenta un cambio de sus fundamentos epistemológicos. La ciencia comenzó a involucrar más investigación en evaluación de riesgos y gestión de riesgos. Requiere nuevas metodologías integradas para la recopilación de conocimientos que trasciendan los límites disciplinarios científicos pero que combinen resultados cualitativos y cuantitativos en un todo estructurado.

## Expertos y democracia
La ciencia se ha convertido en una fuerza importante en las sociedades democráticas occidentales, que dependen de la innovación y la tecnología para abordar sus riesgos. Las creencias sobre la ciencia pueden ser afectadas por valores morales, epistemología o motivaciones políticas. Sin embargo, la designación de la experiencia como autorizada en la interacción con legos y tomadores de decisiones de todo tipo se ve desafiada en las sociedades de riesgo contemporáneas, como lo sugieren los estudiosos que siguen la teorización de Ulrich Beck. El papel de la experiencia en las democracias contemporáneas es un tema importante para el debate entre los estudiosos de los estudios de ciencias. Algunos abogan por una comprensión pluralista de la experiencia más ampliamente distribuida (Sheila Jasanoff y Brian Wynne, por ejemplo), mientras que otros abogan por una comprensión más matizada de la idea de la experiencia y sus funciones sociales (Collins y Evans, por ejemplo).